# Casaletto Lodigiano
Casaletto Lodigiano – miejscowość i gmina we Włoszech, w regionie Lombardia, w prowincji Lodi.
Według danych na rok 2004 gminę zamieszkiwało 1958 osób, 217,6 os./km².